# Sesioctonus acrolophus
Sesioctonus acrolophus är en stekelart som beskrevs av Briceno 2003. Sesioctonus acrolophus ingår i släktet Sesioctonus och familjen bracksteklar. Inga underarter finns listade i Catalogue of Life.